# Водолікарня Риндзюна

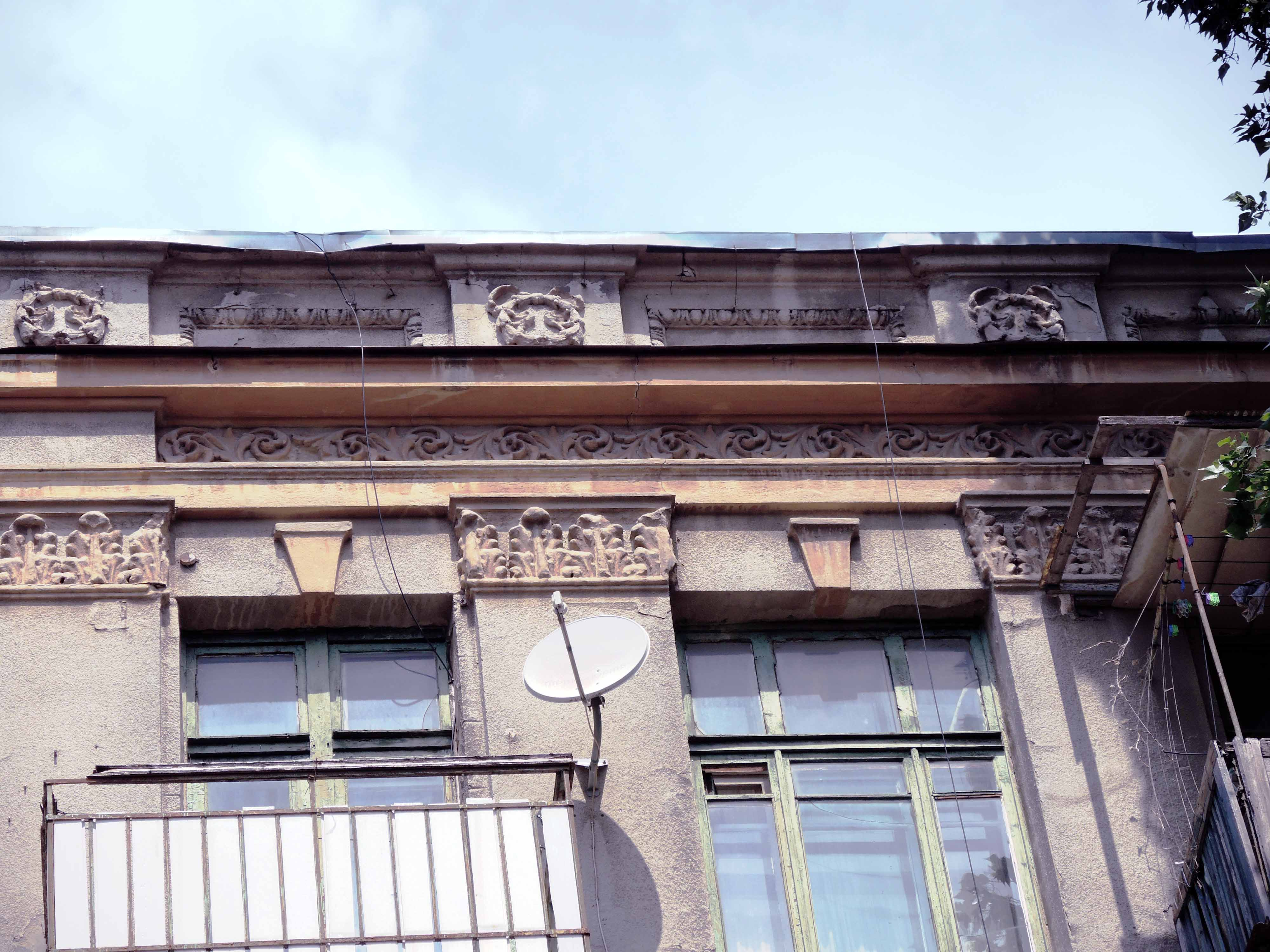
Фрагмент фасаду

Водолікарня Риндзюна — маєток, в якому в кінці XIX століття на вулиці Соціалістичній, 94 в Кіровському районі Ростова-на-Дону лікарем Іллею Риндзюном організована перша в місті водолікарня. Будинок представляв історичну та архітектурну цінність, але з часом став перебувати в аварійному стані, а потім і зовсім знесений у 2014 році.

## Історія
Матильда Риндзюн придбала триповерховий маєток на колишній вулиці Нікольській, 92 в Ростові-на-Дону, в якому у 1895 році її чоловік Ілля Риндзюн відкрив першу у місті водолікарню. В ній проводилось свілолікування та водолікування хворих. Сам лікар називав свої методи «раціональною гідротерапією», яка в Ростові того часу була абсолютно новим явищем. Лікар Ілля Риндзюн переїхав в Ростов-на-Дону з Петербурга, професійну освіту отримав в Імператорській військово-медичній академії. Не дивлячись на новизну методів, водолікарня Риндзюна стала популярною серед жителів міста в вузькі часові рамки. Спектр процедур постійно розширювався: до гідромасажу, лікувальних і оздоровчих ван додалось ще й світлолікування. В 1901 році Ілля Риндзюн видав власну книгу про методи лікування невеликим тиражем, яку швидко розкупили. Є підстави вважати, що письменник Антон Павлович Чехов під час відвідування Ростова-на-Дону, також відвідував водолікарню Риндзюна.
У цьому триповерховому будинку виросли діти Іллі Риндзюна, двоє з яких стали знаменитими: його донька Ніна Нісс-Гольдман стала відомим скульптором, а син Володимир емігрував, працював за кордоном журналістом і письменником. У книзі, що датується 1912 роком, цей будинок носив назву «Гідропатичного закладу і світлолікарні доктора Риндзюна».
У 1917 році, ще до початку революції, сім'я Риндзюн продала цей будинок козакам товариства війська Донського — братам Корольковим, його вартість тоді оцінювалась в 360 000 рублів. Після 1917 року в будівлі облаштовані комунальні квартири. До 2004 року колишня водолікарня значилась в охоронному реєстрі Міністерства культури як об'єкт історії та культури регіонального значення. Потім з'явилась інформація, що будівлю мають то зносити, то зберігати. У 2009—2010 роках ростовчани проводили акції проти зносу будівлі. Після цього, будівлю в 2012 році виставлено на торги, але аукціон в результаті не проведено, хоча будинок мали продати з умовою збереження історичного фасаду. Станом на 2013 рік будинок перебував в аварійному стані. Станом на 2014 рік, водолікарня була приватизована, а потім все-таки знесена. Знесення будівлі відбувалось вручну, без застосування важкої техніки.

## Опис
Будинок Риндзюна будували в стилі південної руської еклектики, який згодом був втрачений. Ключовим елементом фасадного декору була ліпнина, яка зустрічалася в достатку. На перших двох поверхах будинку розташовувалася лікарня, а на третьому жив лікар з дружиною і чотирма дітьми. Фасад будинку був декорований цеглою, який випускав заводчик Єпіфанов — власник прибуткової цегляної мануфактури. Всі цеглини на його підприємстві робилися методом ручного формування. Не тільки знесений будинок представляв історико-культурну цінність, але і саму ділянку, і район, де колишня водолікарня знаходилася.